# Yārījān-e Khāleşeh
Yārījān-e Khāleşeh (persiska: یاری جان خالصه) är en ort i Iran.   Den ligger i provinsen Västazarbaijan, i den nordvästra delen av landet, 500 km väster om huvudstaden Teheran. Yārījān-e Khāleşeh ligger 1 287 meter över havet och antalet invånare är 950.
Terrängen runt Yārījān-e Khāleşeh är mycket platt. Runt Yārījān-e Khāleşeh är det ganska tätbefolkat, med 144 invånare per kvadratkilometer. Närmaste större samhälle är Mīāndoāb, 12,6 km sydost om Yārījān-e Khāleşeh. Trakten runt Yārījān-e Khāleşeh består till största delen av jordbruksmark.